# Chwaliszewo (Poznań)

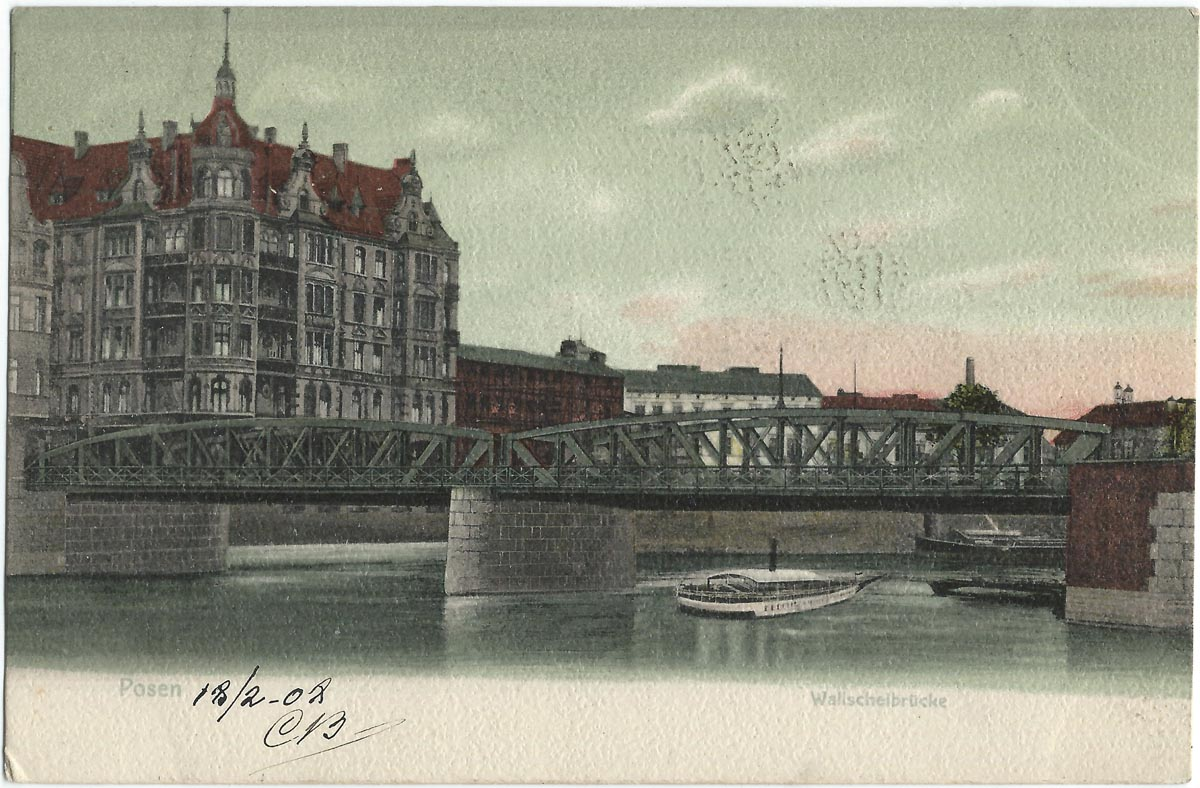
Most Chwaliszewski

Chwaliszewo – część Poznania i jednocześnie jednostka obszarowa Systemu Informacji Miejskiej (SIM), leżąca między Wartą a Garbarami, w obrębie osiedla samorządowego Stare Miasto. W 2008 uznane zostało przez prezydenta RP, w ramach historycznego zespołu miasta Poznania, jako pomnik historii.

## Położenie
Według Systemu Informacji Miejskiej granice jednostki obszarowej SIM Chwaliszewo wytyczone są od wschodu: rzeką Wartą, od południa i zachodu: starym korytem Warty przecinając plac Międzymoście i ulicę Estkowskiego z powrotem do Warty.

## Nazwa
Po raz pierwszy Chwaliszewo odnotowane zostało w łacińskim dokumencie z 1401 (według zachowanego regestu z 1784) jako "agger Chwaliszewo", 1427 ( wg. kopii z lat 1483-1488) "oppidum Chvalyschevo alias Capitulecz", według zachowanej kopii z 1784 "Chwaliszewo agger seu oppidum capituli", 1430 "Walischewo", 1431 "Valischewo", 1436 "Waliszewo", 1444 "opidum Capitulna Grobla", 1458 "Walischew", 1470 "Chwalyszewo", 1475 według kopii z 1576 "Chwaliszow", 1475 "Chwalissowo", 1485 "Agger Capituli", 1492 "Walyschewo", 1493 wg. kopii z 1576 "Chwaliszow seu Capitulna Grobla", 1498 "Qualischewo", 1505 "Chwalyschow", 1511 wg kopii z 1512 "agger alias Valischewo, Chwalischewo", 1512 wg kopii z 1576 "Walssewo, Chwalissewo", 1513 "Valischow", 1521 "Walschewo, Walschou", 1522 "Walischowo", 1523 "Waleschewo".
W okresie rozbiorów Polski tę część miasta odnotowano także na pocztówce z XIX wieku w zgermanizowanej formie Wallischei
Etymologia nazwy nie jest jasna. Może oznaczać własność Chwalisza. Legendy mówią o jednym z pierwszych mieszkańców, kalekim krawcu imieniem Chwaliszewa. Inne przekazy wywodzą nazwę od drogi do katedry, gdzie chwali się Boga. Znana była też historyczna rodzina szlachecka Chwaliszewskich.

## Historia

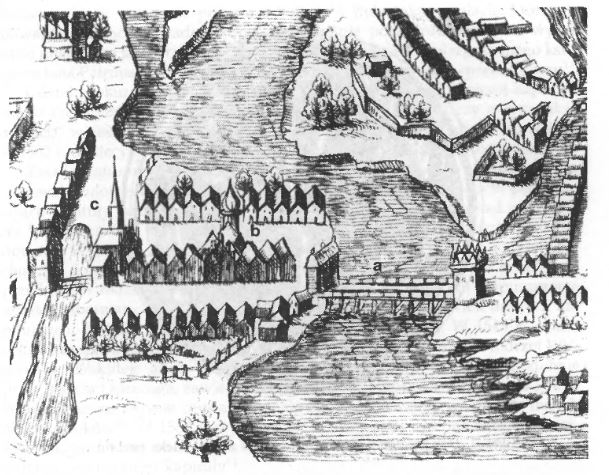
Widok na Chwaliszewo w 1618

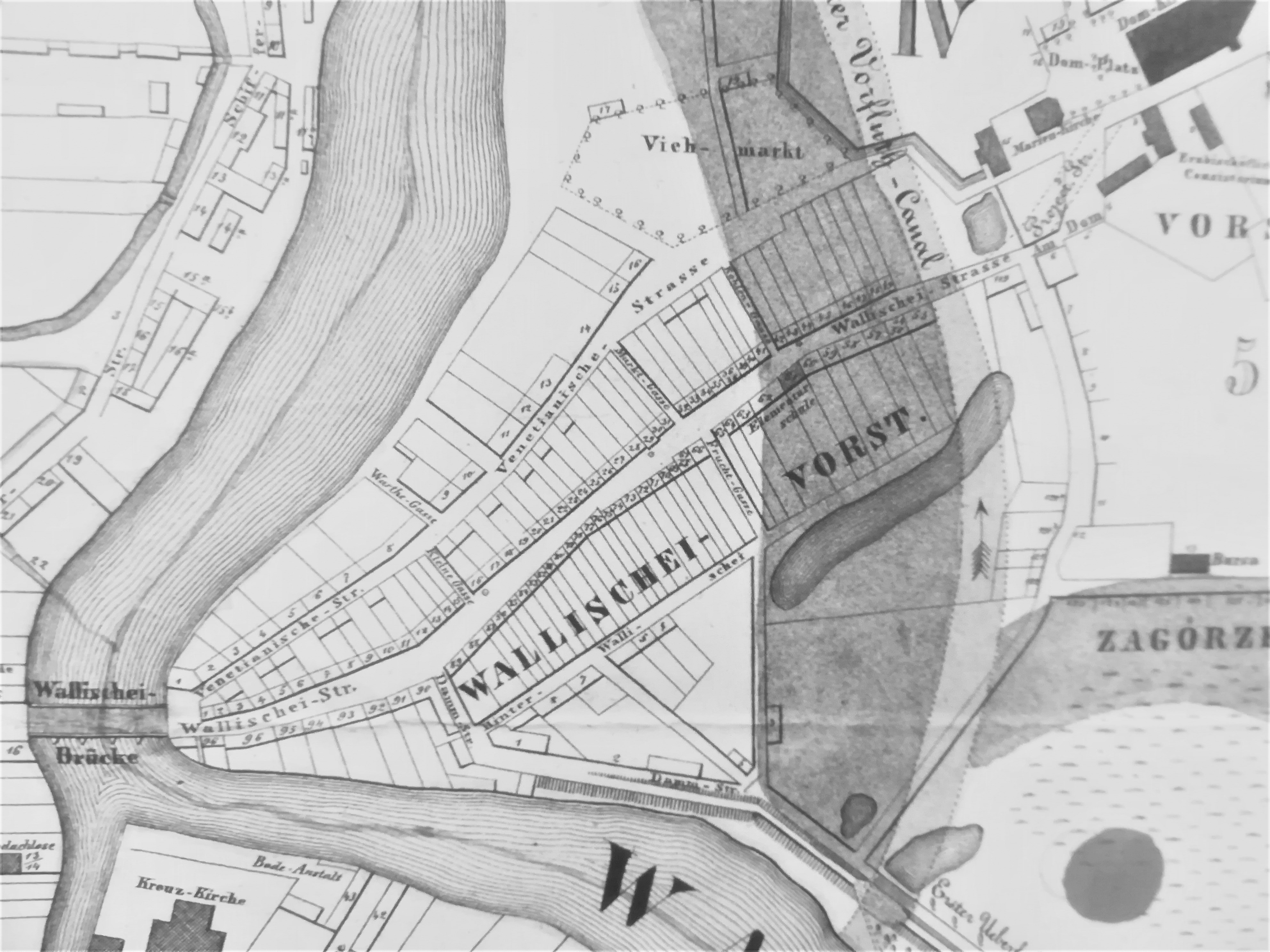
Widok na Chwaliszewo w 1856

Niegdyś w miejscu Chwaliszewa znajdowała się osobna wyspa na rzece Warcie leżąca na wschód od miasta Poznania. Powstała na niej osada Chwaliszewo, która rozciągała się po obu stronach grobli łączącej wyspę z miastem pomiędzy prawym brzegiem dawnego koryta rzeki Warty a jej odnogą. Oddzielała ona wówczas to miasto od Ostrowa Tumskiego. W latach 1444–1800 Chwaliszewo stanowiło odrębne miasto będące własnością kapituły katedralnej poznańskiej. W XV wieku miejscowość leżała na grobli kapitulnej, która była jedyną drogą łączącą Ostrów Tumski z lewobrzeżnym Poznaniem. Miasto to nazywano z powodu położenia Poznańską Wenecją. Obecnie po grobli nie ma żadnego śladu ponieważ stare koryto rzeki Warty zasypane zostało w 1968 w okresie PRLu.
Miejscowość była początkowo własnością szlachecką, a w wyniku darowizny od XV wieku stała się majętnością kościelną należącą do kapituły poznańskiej. W 1507 leżała w powiecie poznańskim województwa poznańskiego w Koronie Królestwa Polskiego. W 1455 należała w parafii św. Mikołaja ,,in Summo Poznaniensi”, w latach 1455-1477 i w 1484 odnotowana została w parafii św. Barbary w Chwaliszewie, a w 1484 ponownie w parafii św. Mikołaja.
Pierwszy zachowany zapis o Chwaliszewie pochodzi z dokumentu zapisanego po łacinie w 1401 i odnotowuje groblę w tej miejscowości. Według jego treści Jan Darmopych zapisał na swoim domu stojącym na grobli Chwaliszewo dla wikariuszy katedry poznańskiej czynsz roczny w wysokości połowy grzywny od sumy głównej 6 grzywien. W 1424 biskup oraz kapituła poznańska zostali zobowiązani m. in. do budowy nowego mostu na rzece Cybinie, a gdy zajdzie tego potrzeba do odbudowy także innych mostów wraz z groblą w Chwaliszewie, na drodze która prowadzi od Ostrowa Tumskiego aż do wielkiego mostu stojącego na rzece Warcie i prowadzącego do miasta Poznania, "tak jak to już dawniej czynili". 
1425 król polski Władysław II Jagiełło rozsądzając spór pomiędzy Andrzejem Łaskarzem biskupem poznańskim i kapitułą katedry poznańskiej a miastem Poznaniem w sprawie przepraw przez rzeki Wartę i Cybinę oraz w innych sprawach, oświadczył m. in., że po zapoznaniu się z przywilejem swoich poprzedników, zwłaszcza tym wydanym przez księcia wielkopolskiego Przemysła I, że połowa rzeki Warty wraz z błoniem ciągnącym się w kierunku katedry należy do katedry poznanskiej, a biskup i kapłan mają prawo osadzania mieszkańców i budowania domów, zarówno na grobli w Chwaliszewie aż do mostu miasta Poznania, jak i poza nią po prawej i po lewej stronie tej grobli na wspomnianym błoniu.
Według zapisów historycznych miasto Chwaliszewo lokowane zostało w 1427. Według zachowanej kopii z lat 1483-1488 kapituła poznańska dla podniesienia stanu nowo lokowanego miasta Chwaliszewo sprzedała za 20 grzywien Mikołajowi wójtowi tegoż miasta wójtostwo. Nowe miasto otrzymało prawie magdeburskie, a wójt w uposażeniu 6 jatek: dwie rzeźnickie, dwie szewskie, dwie piekarskie oraz dwa place koło jatki rzeźników, ogród za domem scholastyka, łąkę wielkości jednej morgi za Kapitulnym Młynema, a także przywilej do ściągania co trzeciego denara z kar sądowych. 
W 1430 król polski Władysław Jagiełło zakazał kupcom, kramarzom i rzemieślnikom sprzedawania swych towarów na niekorzyść miasta Poznania na terenach leżących pomiędzy Poznaniem a miastem kapituły Ostrówkiem, zwłaszcza na grobli w Chwaliszewie wiodącej od Poznania do Ostrówka. W tym roku odnotowano również miejską łaźnię w Chwaliszewie ponieważ kapituła wysłała w sprawach miasta Chwaliszewo oraz łaźni kapitulnej swoich przedstawicieli do króla polskiego Władysława II Jagiełły. Pojechali za królem kolejno do Łęczycy, Kościana i ziemi sandomierskiej. W 1431 kapituła postanawia, że mieszczanie chwaliszewscy wyślą od siebie 6 zbrojnych na wyprawę wojenną w czasie wojny polsko-krzyżackiej. W 1436 mieszczanie chwaliszewscy, którzy posiadali już domy oraz place otrzymali tzw. wolniznę czyli zwolnienie od płacenia powinności na 4 lata, natomiast ci, którzy chcą dopiero nabyć place, na 8 lat, pod warunkiem, że będą na własny koszt naprawiać groblę.
W 1444 król polski Władysław III Warneńczyk nadał prawo magdeburskie grobli należącej do kapituły katedry poznańskiej (łac. "opidum Capitulna Grobla"), zwanej Chwaliszewo, na której jego ojciec pozwolił osadzać ludzi, i na której on także pozwolił założyć miasto, uwalniając je od wszystkich praw polskich zezwalając jego mieszkańcom na handel wewnątrz miasta oraz we wszystkich innych miastach Królestwa Polskiego. Nadał miastu immunitet sądowy w wyniku czego mieszczanie mieli odpowiadać tylko przed sądem kapituły poznańskiej lub ich pełnomocnikami (łac. "procuratores"), wójtem, burmistrzem, rajcami oraz ławnikami, a wójt i inni przed kapitułą poznańską lub przed sądem królewskim.
W 1451 miał miejsce spór kapituły poznańskiej z miastem Poznaniem w sprawie mostu i Chwaliszewa. Kapituła poznańska dała w tym roku także po 4 grzywny swym 4 przedstawicielom, którzy zostali wysłani na sejm w Piotrkowie w sprawie sporu z mieszczan poznańskich o budowę mostu oraz o Chwaliszewo. 1456 kapituła wysłała kanonika Macieja do króla polskiego Kazimierza IV Jagiellończyka w sprawie postrzygaczy sukna w Chwaliszewie. W 1456 kapituła katedry poznańskiej wyznaczyła 4 przedstawicieli do oszacowania domów i innych posiadłości mieszczańskich w Chwaliszewie i Ostrówku w związku z podatkiem królewskim. W 1457 ponownie odnotowano łaźnię. Kapituła poznańska powierzając opatrznemu Hanczkowi budowę nowej łaźni, zobowiązała się, że nie pozwoli na pracę w swych posiadłościach w Ostrówku oraz Chwaliszewie żadnym golibrodom lub chirurgom, czyli medykom, ani łaziebnikom, oraz że nie będzie w tych miastach innych łaźni poza łaźnią prowadzoną przez Hanczka.
W czasie wojny trzynastoletniej 1458 miasto Chwaliszewo dostarczyło 4 pieszych, zbrojnych, na wyprawę przeciw Krzyżakom do Malborka na odsiecz oblężonej polskiej załogi broniącej się na Zamku w Malborku. W 1460 kapituła poznańska odebrała mieszczanom w Ostrówku z powodu ich buntu (łac. "ipsorum rebellionem") cło mostowe oraz dozór nad mostem na rzece Cybinie i przekazała je na 10 lat mieszczanom chwaliszewskim, pod warunkiem, że naprawią most i drogę u siebie (łac. "inter eosdem") oraz wybudują wieżę z bramą w kierunku miasta Ostrówka. W 1465 odnotowana został brama Wielka w Poznaniu z wylotem w stronę Chwaliszewa. W 1470 powierzając Hanczlowi ongiś łaziebnikowi z Szamotuł budowę nowej łaźni w Ostrówku nad rzeką Cybiną, postanawiła, że budowanie w miastach: Ostrówku i Chwaliszewie łaźni oraz ,,dolia permularia” (wanien do masażu?), a także przebywanie w nich cyrulikom, czyli golibrodom, będzie dozwolone tylko za zgodą pełnomocników kapituły. W 1473 odnotowano domy w Chwaliszewie, które położone były na południe po lewej stronie drogi prowadzącej od Ostrowa Tumskiego do miasta Poznania. W 1475 (wg kopii z 1576) król polski Kazimierz Jagiellończyk zezwolił Andrzejowi Bnińskiemu biskupowi poznańskiemu oraz kapitule poznańskiej na przywóz do ich miast: Środki, Chwaliszewa i Ostrówka soli miałkiej (łac. "sal minutum") z żup wielickich i bocheńskich oraz na jej sprzedaż w każdy poniedziałek.
W 1481 kapituła nałożyła na wszystkich mieszkańców Chwaliszewa karę 30 grzywien za ich nieposłuszeństwo, ponieważ nie chcieli gasić pożaru domów w Chwaliszewie. Karę tą mieli zapłacić mieszkańcy w ciągu jednego miesiąca ich pełnomocnikowi kanonikowi Karczewskiemu, pod sankcją kary 100 grzywien. Natomiast mieszczan Jana Kołaczka (łac. "Colaczek") i Macieja Gębę (łac. "Gemba") z powodu "podniesienia ręki" (łac. „manuum sublevacionem”) przy pożarze oraz gaszeniu płonących domów członkowie kapituły domagali się kaucji w wysokości 30 grzywien ,,caucionaverunt” we wspomnianym terminie. Za mieszczan tych ręczyło 5 innych mieszczan. W 1487 kapituła wysłała przedstawiciela do notariusza królewskiego do Poznania w sprawie podatku królewskich z Chwaliszewa i Ostrówka. W 1492 kapituła wyznacza kanoników, Hektora i Grodzickiego pełnomocnika, do przeglądu uzbrojenia mieszczan w Chwaliszewie i Ostrówku. Kanonicy ci delegowani zostali do starosty generalnego wielkopolskiego w sprawie fałszerstwa pieniędzy przez mieszczan z Chwaliszewa.
W 1523 miał miejsce spór kapituły poznańskiej z rajcami poznańskimi o domy, most i drogę do Chwaliszewa. W 1533 odnotowano dom Jara z Lwówka wikariusza katedry poznańskiej w Chwaliszewie koło kościoła św. Barbary. W 1542 mieszczanie chwaliszewscy wezwani zostali przez pełnomocnika kapituły poznańskiej do przywiezienia wyciętych i przygotowanych już do odbudowy Kapitulnego Młyna pni z lasu należącego do wsi Stęszewo (obecnie Stęszewko koło Pobiedzisk). Poprosili jednek o zwolnienie ich od tego z powodu nieszczęść, jakie na nich spadły w ostatnich dwóch latach: powodzi oraz zamknięcia przed nimi bram miasta Poznania oraz innych miast wobec grasującej w Chwaliszewie przez pół roku zarazy, przez co nie mogli szukać żywności i zostali doprowadzeni do najwyższej nędzy. Gdy kapituła mimo to ze względu na konieczność naprawy Kapitulnego Młyna, którego stępy groziły zawaleniem, poleciła rozkazać mieszczanom chwaliszewskim pod sankcją kary zwózkę wspomnianych pni, burmistrz z rajcami i przysiężnymi zwołali pospólstwo i zagrozili prałatom i kanonikom zebranym w domu kantora. Kapituła nakłożyła na przywódców buntu: burmistrza, jednego z rajców oraz na wójta kary po 10 grzywien, a piątego mieszczanina, ktory był rzeźnikiem skazał na banicję z miasta, dając im termin pół roku na sprzedaż swych dóbr.
W 1501 most do kościoła św. Barbary w Chwaliszewie zniszczony został przez powódź. W 1504 wspomniano kościół NMP na Ostrowie Tumskim w pobliżu mostu szpitala św Barbary w Chwaliszewie. W 1510 odnotowano staw Kapitulnego Młyna leżącego przy grobli od strony miasta Chwaliszewa. W 1523 miał miejsce spór pomiędzy kapitułą poznańską a rajcami miasta Poznania w sprawie domów, mostu oraz drogi do Chwaliszewa. W 1550 wspomniana została brama Ostrowa Tumskiego z wylotem w stronę Chwaliszewa. W 1551 miała miejsce budowa mostu wielkiego na Warcie, przez który szło się z Chwaliszewa do miasta Poznania. W 1553 kapituła poznańska nakazała wszystkim prałatom i kanonikom pobranie ze wsi prestymonialnych od każdego kmiecia z każdego łanu po dwa grosze oraz z połowy każdego łana po groszu, przeznaczając te pieniądze na pnie do budowy mostu stojącego na odnodze Warty prowadzącego z Ostrowa Tumskiego do Chwaliszewa.
W 1546 kapituła nakazała kanonikowi Kasprowi Żegrowskiemu, który przyjął odmiejscowe nazwisko od nazwy Żegrowo koło Śmigla, wydalenie ze swego domu krewnego Jana Żegrowskiego, który napadał na domy mieszczan w Chwaliszewie i przywoływał z Poznania wielką liczbę szlachty przeciwko poddanym kapituły chwaliszewskiej. W 1549 kapituła poznańska po fakcie obcięcia ręki Janowi Skrzetuszewskiemu ze Skrzetuszewa w powiecie gnieznieńskim, kanonikowi i oficjałowi poznańskiemu przez Wawrzyńca Łagiewnickiego i Trąmpczyńskiego, wrogów wszystkich duchownych z powodu sporów z biskupem Benedyktem Izdbieńskim, zarządził m. in., aby na odgłos bicia dzwonu wszyscy poddani z Chwaliszewa, Ostrówka i wsi Zawady uzbrojeni zbierali się w celu przyjścia im na pomoc. Nakazano też utrzymywanie codziennej straży nocnej przy bramach Ostrowa Tumskiego przez dwóch poddanych z Chwaliszewa i po jednym z miasta Ostrówka i z Zawad. W 1566 kapituła nakazała wójtom i burmistrzom miast Chwaliszewo i Ostrówek wypędzenie wszystkich nieuczciwych osób i włóczących się kobiet, wypędzonych z miasta Poznania, a znajdujących schronienie w Chwaliszewie, Ostrówku i Zagórzu lub na innych terenach należących do kapituły. W 1569 kapituła dała drewno z lasów Rogalinka, Stęszewa i Puszczykowa 44 mieszkańcom Chwaliszewa na odbudowę ich 47 spalonych domów. Otrzymali oni po 8-10 pni sosnowych lub po 4-6 dębowych.
Pierwszym kościołem parafialnym dla miasta była stojąca na Zagórzu świątynia pod wezwaniem św. Mikołaja. Służyła ona nie tylko wiernym z Chwaliszewa, ale także Ostrówka, czy mieszkańcom wsi Piotrowo i Berdychowo. Od drugiej połowy XV wieku, po pożarach tejże świątyni mieszkańcy zaczęli skupiać się wokół kościoła św. Barbary, stojącego przy moście łączącym groblę z Ostrowem Tumskim. Przy kościele św. Barbary w 1496 roku wybudowano szpital, pod tym samym wezwaniem. W aktach z 1509 roku pojawiają się wzmianki na temat drugiego kościoła pod wezwaniem św. Wawrzyńca, który wraz ze szpitalem stał naprzeciwko kościoła św. Barbary.

### Klęski żywiołowe i pożary
Miasto dotykały klęski żywiołowe oraz pożary. W 1481 w miejscowości miał miejsce pożar. W początku XVI wieku z powodu powodzi uruchomiono przeprawy promowe do Poznania. 5 kwietnia 1501 wysłannicy kapituły katedry poznańskiej do starosty generalnego wielkopolskiego otrzymali 4 grosze na koszty ,,navigium” przeprawy promem lub łodziami do starosty generalnego wielkopolskiego w Poznaniu z powodu wielkiej powodzi, która zniszczyła połowę wielkiego mostu poznańskiego na rzece Warcie oraz całkowicie zalała i zrujnowała mosty do kościoła św. Barbary w mieście Chwaliszewo z Ostrowa Tumskiego, na odnodze Warty orazna Cybinie koło miasta Ostrówka. W dniach 7, 9, 12, 14 i 16 kwietnia nie odbywały się przesłuchania w konsystorzu, "ponieważ nadeszła pod Poznań powódź tak wielka, jakiej żaden z ludzi nie pamiętał, z powodu której wszyscy ludzie w Chwaliszewie, Ostrówku i niektórzy na Ostrowie Tumskim, uciekli ze swych domów". Wyrządziła ona ludziom ogromne szkody, a wzmogła się tak, że od Bramy Wielkiej miasta Poznania aż do Ostrowa Tumskiego i przed dworem prepozyta katedralnego i Mikołaja Kotwicza archidiakona i oficjała poznańskiego przepływano łodziami. W wyniku powodzi zniszczone zostały trzy mosty tzn. w kierunku z Ostrówka i z Ostrowa Tumskiego do Chwaliszewa oraz do Grobli (łac. "in novo aggere"). Mosty zostały całkowicie zniszczone przez nurt, a ich elementy całkowicie rozrzucone po okolicy. Powódź trwała od 28 lutego aż do 30 maja. W dniach od 21 marca do 17 czerwca rzeka Warta tak wylała, że woda stanęła w bramach miasta Poznania, za mostem i w Chwaliszewie. W 1542 w Chwaliszewie miała miejsce kolejna powódź oraz wybuchła zaraza. W 1569 w miejscowości pożar strawił 47 domów w czasie wielkiego pożaru Poznania.
Już w początku XVI wieku powstała w miecie pierwsza straż pożarna. W 1500 kapituła nakazała burmistrzom oraz rajcom swych miast Chwaliszewo i Ostrówek, aby wyznaczyli w tych miastach po dwie uzbrojone straże, które co noc będą obchodzić i pilnować katedry oraz domów kanoników i wikariuszy, a także własnych od frontu i od tyłów oraz aby ciż burmistrzowie i rajcy zobowiązali wszystkich mieszczan i mieszkańców tychże miast do posiadania zawsze przygotowanej wody oraz haków do gaszenia pożaru.

### Handel i rzemiosło
W 1493 król polski Jan I Olbracht rozstrzygając spór pomiędzy starostą generelnym Wielkopolski i miastem Poznaniem z jednej, a kapitułą poznańską i mieszczanami z Chwaliszewa z drugiej, w sprawie przywozu do Chwaliszewa piwa targowego (łac. "forensis"), bydgoskiego, szadkowskiego, warckiego, żnińskiego, koźmińskiego i z innych miast oraz jego wyszynku w Chwaliszewie, postanawił, że nie naruszając przywilejów miasta Chwaliszewa nadanych mu przez stryja Władysława III Warneńczyka oraz dziada Władysława II Jagielły, chociaż każdy kan. ma prawo sprowadzać do swego domu piwo, skąd zechce, zezwala, aby kap. pozn. miała zawsze 4 karczmy w Chwaliszewie i Ostrówku, do których piwo skądkolwiek może być bez opłat przywożone i szynkowane.
W 1510, według zachowanej kopii z 1560, kapituła poznańska oznajmiła, że katedra poznańska otrzymała od króla Władysława III Warneńczyka przywilej lokacji miasta Chwaliszewo na grobli, do którego przybywali rzemieślnicy z różnych miast, także rzeźnicy. Według dokumentu kapituła przyjęła tych rzeźników jako swoich poddanych i nadała im prawa miejskie w Chwaliszewie, miejsca na domy oraz jatki za czynsze z prawem sprzedaży mięsa, bydła i trzody oraz statuty innych rzeźników chwaliszewskich. W początku XVI wieku Chwaliszewo weszło w konflikt z miastem Poznaniem. W 1510 kapituła delegowała swych przedstawicieli do komisarzy królewskich w Poznaniu w sprawie krzywd rzemieślników chwaliszewskich doznanych od mieszczan poznańskich. Pełnomocnik (łac. "procurator") kapitulny domagał się na podstawie przywileju króla Władysława Jagiełły z 1424 pełnej swobody dla kapituły i jej poddanych z Chwaliszewa oraz Ostrówka do czynienia zakupów w Poznaniu i odwrotnie; w tym roku bowiem władze miasta Poznania zakazały swym mieszkańcom kupowania mięsa w Chwaliszewie i Ostrówku, czemu burmistrz poznański zaprzeczył. Komisarze królewscy postanowili, że mieszkańcy Poznania oraz poddani kapitulni mogą swobodnie kupować u siebie. Zabronili też mistrzom cechów rzemieślniczych w Poznaniu wypędzania z miasta rzemieślników, czeladników i ich sług z Chwaliszewa i Ostrówka oraz odmawiania im pracy u siebie jako niegodnym tego. W 1511 król polski Zygmunt I Stary zabronił burmistrzowi oraz rajcom poznańskim uciskania mieszczan chwaliszewskich, odmawiania im prawa do kupowania mięsa w Poznaniu, a także konfiskowania już zakupionego oraz nieprzyjmowania do pracy przez mistrzów poznańskich, garbarzy, krawców i innych rzemieślników z Chwaliszewa. W 1525 król polski Zygmunt I Stary zatwierdził przywileje dla krawców miasta Chwaliszewa na sprzedawanie uszytych przez siebie ubrań na jarmarkach we wszystkich miastach Królestwa Polskiego.
Chwaliszewo posiadało własne cechy (13 cechów w XVI wieku) oraz dwa terminy rocznych jarmarków: po dniu św. Mikołaja oraz po uroczystości świętych Apostołów Piotra i Pawła. Dzięki temu chwaliszewscy rzemieślnicy stanowili silną konkurencję dla poznańskich wytwórców. Ponadto dochodziło do sporów o wykorzystanie Warty.
| cech      | Poznań           | Chwaliszewo      |
| --------- | ---------------- | ---------------- |
| kuśnierzy | 32 rzemieślników | 15 rzemieślników |
| szewców   | 44 rzemieślników | 11 rzemieślników |
| krawców   | 45 rzemieślników | 8 rzemieślników  |
| piekarzy  | 16 rzemieślników | 11 rzemieślników |

Miejscowość odnotowały również historyczne rejestry podatkowe. W 1507 Chwaliszewo zapłaciło szos w wysokości 4 grzywien. W 1512 król polski Zygmunt I Stary na prośbę Jana Lubrańskiego biskupa poznańskiego oraz całej kapituły poznańskiej zwolnił miasto Chwaliszewo od płacenia ceł. W 1563 miasto Chwaliszewo zapłaciło pobór w postaci szos zwany "dupla" czyli podwójny w wysokości 8 grzywien oraz podatek od 20 komorników, 60 rzemieślników oraz innych rzemieślników (łac. |artifici residui") w sumie wynoszący 13 grzywien. W 1567 w miejscowości pobrano szos zwany dupla w kwocie 8 grzywien oraz inne podatki (łac. "pro aliis fragmentis") w kwocie 13 grzywien. W latach 1577-1578 miał miejsce pobór w mieście Chwaliszewo: szosu zwanego dupla w wysokości 10 florenów i 6 groszy oraz podatek od 12 rzemieślników, 9 czeladników (łac. "socii artificum"), 5 sprzedających gorzałkę (łac. "propinatrices"), 4 kotłów gorzałczanych, 12 komorników, 6 biednych komorników (łac. "pauperi inquilini") oraz czopowe od 15,5 beczek i 30 baryłek piwa wrocławskiego oraz 6 baryłek wina muszkatelu i 8,5 baryłek małmazji, w sumie 44 florenów 23,5 groszy. W 1580 miał miejsce pobór w mieście w postaci szosu zwanego dupla w wysokości 6 grzywien 18 groszy oraz podatek od 4 kotłów gorzałczanych, 10 krawców, 19 kuśnierzy, 10 kowali i szlifierzy, 20 czapników, 5 rzeźników, 2 introligatorów, 25 rybaków, 29 komorników, którzy zapłacili w sumie 65 florenów 6 groszy. Pobrano także opłatę zwaną czopowe od 154 kwart gorzałki.
Pod koniec XVI wieku miasto leżało w powiecie poznańskim  województwa poznańskiego w Rzeczypospolitej Obojga Narodów.

### Okres zaborów
Wskutek II rozbioru Polski w 1793, miejscowość przeszła pod władanie Prus i jak cała Wielkopolska znalazła się w zaborze pruskim. W 1793 liczyło 105 domów mieszczan. Jako odrębne miasto przetrwało do 28 czerwca 1800 roku, kiedy to decyzją władz pruskich włączone zostało do miasta Poznania. Liczyło wtedy 1433 mieszkańców. Nowej dzielnicy Poznania nadano niemiecką nazwę Wallischei. Początek upadku znaczenia Chwaliszewa można odnotować w 1803 roku, kiedy to ratusz chwaliszewski został zamieniony w lazaret.
Rząd pruski uznał za zbędne i zabronił remontować podupadające świątynie św. Barbary i św.Wawrzyńca wraz ze szpitalami, a także kościół św. Mikołaja na Zagórzu. W 1805 Biskup Ignacy Antoni Raczyński zlecił więc rozbiórkę budynków. Od tego czasu kościołem parafialnym dla mieszkańców stała się katedra.
W 1807 na terenie Chwaliszewa urodził się Karol Libelt. W 1843 miał tu miejsce incydent z carem rosyjskim, nazywany Wystrzałem na Chwaliszewie (podejrzewano zamach lub spisek). W 1846, na nieistniejącym już Moście Chwaliszewskim doszło do jednej z nielicznych potyczek podczas powstania 1846 roku. W tym samym roku rozwiązał się ostatni cech z Chwaliszewa – cech szewców. W 1878 dzielnica zyskała połączenie z resztą lewobrzeżnego miasta za pomocą nowego żelaznego mostu. 8 sierpnia 1880 Chwaliszewo z innymi dzielnicami połączył tramwaj konny.
W 1914 na Chwaliszewie urodził się Edmund Sobkowiak bokser poznańskiej Warty, olimpijczyk i wicemistrz Europy oraz powstaniec warszawski.
W okresie międzywojennym funkcjonowało tutaj najwięcej w Poznaniu wytwórni tytoniowych. W latach 20. XX wieku zniknęły też pozostałości jedynego na wyspie chwaliszewskiej ostańca wyższego poziomu terasowego Warty (około 60 m n.p.m.). Ziemia ze wzgórza zlokalizowanego w północnej części Chwaliszewa (około 3000 m³) została zużyta w celu podwyższenia poziomu chwaliszewskich ulic.
Dzielnica została zniszczona w dużym stopniu podczas walk w 1945. Odbudowane potem kamienice nawiązują do starej zabudowy. W pierwszej połowie lat 50. XX wieku, w Pracowni Staromiejskiej powstał plan zagospodarowania Chwaliszewa, który zakładał m.in. realizację rynku w centrum dzielnicy, pomiędzy ul. Chwaliszewo i Wenecjańską, a także zabudowę kamieniczkami nabrzeży starego koryta Warty. Niestety plany te nie zostały zrealizowane. Znaczący wpływ na wygląd dzielnicy miała budowa nowego koryta Warty oraz zasypanie starego wraz z rozbiórką mostu. W latach 70. XX wieku w północnej części wybudowano nowy ciąg komunikacyjny zwany potocznie Trasą Chwaliszewską, łączący Aleje Niepodległości z Rondem Śródka. Nowa trasa przejęła główny ruch samochodowy i tramwajowy na linii wschód-zachód w centrum miasta, przez co główna ulica Chwaliszewa straciła swoje wielowiekowe znaczenie. W tym samym okresie utworzono nową parafię pw. Wszystkich Świętych przy dawnym kościele protestanckim przy ul. Grobli.

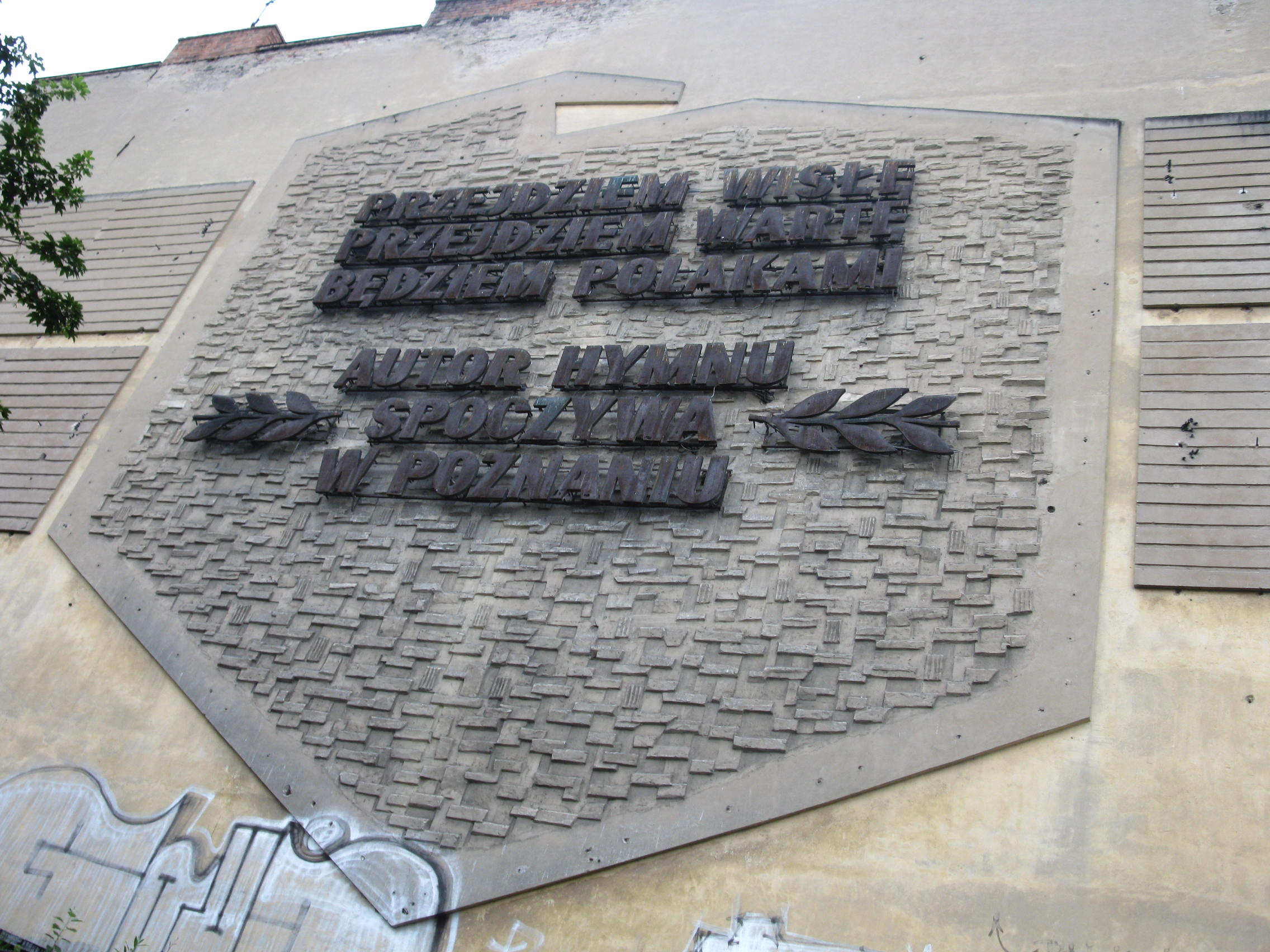
Nieistniejąca elewacja budynku przy ul. Chwaliszewo 63

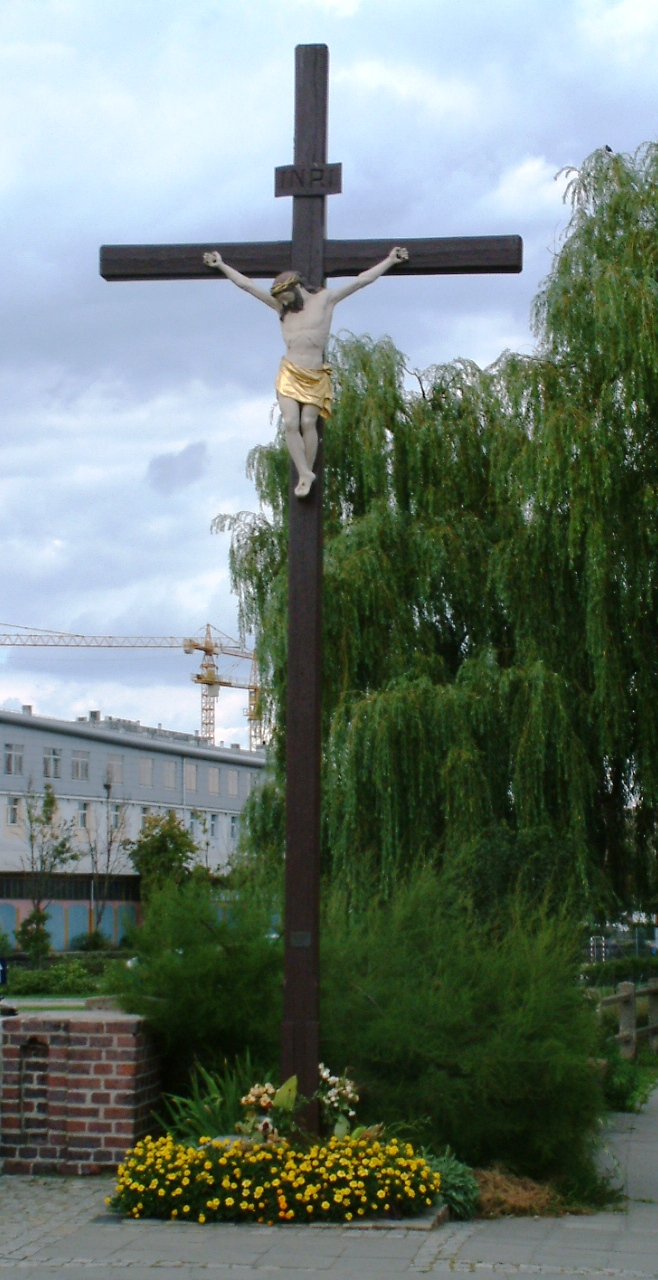
Krzyż chwaliszewski

Od pierwszych lat XXI w., po okresie zastoju, Chwaliszewo przechodzi stopniową rewitalizację. Duże nadzieje wiąże się z  przebiegającym tędy turystyczno-historycznym Traktem Królewsko-Cesarskim oraz z rozpoczętej w 2008 budowie przy ul. Tylne Chwaliszewo (Nowe Chwaliszewo), pomiędzy starym i nowym korytem Warty, nowoczesnych i nawiązujących architektonicznie do zabudowy historycznej luksusowych kompleksów mieszkalno-usługowych. Do pełnego zagospodarowania pozostaje jeszcze stare koryto oraz obecne nabrzeża Warty, wraz z Półwyspem (Cyplem) Chwaliszewskim,  gdzie planowany jest nadrzeczny park i port rekreacjny. W 2008 roku Chwaliszewo zostało uznane pomnikiem historii Polski. W 2009 roku zostało utworzone stowarzyszenie "Chwaliszewo", którego głównym celem  – pro publico bono – jest wspieranie rewitalizacji oraz promocja tej historycznej dzielnicy.

## Epizody historyczne

### Pierwszy stos w Polsce
W 1511 władze Chwaliszewa, po raz pierwszy w Polsce, spaliły na stosie kobietę oskarżoną o bycie czarownicą. Kobietę podejrzewano, że czarami zniszczyła piwo z browarów. Miała zniszczyć „sześć warzelni piwa i zaszkodzić wielu ludziom”.
W 2014 Ewa Łowżył zaproponowała upamiętnienie spalonej kobiety pomnikiem. Dotąd nie zebrano na ten cel środków. W październiku 2016 odbył się natomiast koncert zatytułowany Pieśni Czarownicy z Chwaliszewa.

### Wypadek orszaku cara Mikołaja I
19 września 1843 przez Poznań przejeżdżał car rosyjski Mikołaj I, który wyjątkowo nie lubił tego miasta, z uwagi na przychylne traktowanie przez tutejszą społeczność uchodźców politycznych z zaboru rosyjskiego. Ostentacyjnie nie zamierzał wysiąść z powozu, nawet podczas przeprzęgania koni na Rybakach, mimo że na spotkanie wyszedł nadburmistrz prowincji Moritz Beurmann. Podczas przejazdu przez Chwaliszewo, niedaleko mostu na Warcie, jeden z powozów kancelaryjnych uległ awarii i stoczył się w głęboki rynsztok. Na skutek silnego uderzenia przypadkowo wypaliła strzelba siedzącego z tyłu kozaka. Car zasugerował, że był to zamach na jego osobę, czego nie potwierdziło skrupulatne, pruskie śledztwo. Żeby zażegnać konflikt wydalono jednak z Poznańskiego wielu działaczy politycznych, chroniących się na tym terenie.

## Najważniejsze instytucje
- Okręgowa Izba Radców Prawnych
- Powiatowa Stacja Sanitarno-Epidemiologiczna (Oddział Higieny Komunalnej i Oddz. Higieny Szkolnej)
- Zakład Opieki Zdrowotnej Chirurgia Endoskopowa
- Biblioteka Raczyńskich. Filia nr 11 ul. Chwaliszewo 17/23 (35 tys. woluminów)[30]

## Ulice
| Ulica             | długość |
| ----------------- | ------- |
| Ciasna            | 38 m    |
| Chwaliszewo       | 296 m   |
| Czartoria         | 202 m   |
| Nowa Sienna       | 95 m    |
| Tylne Chwaliszewo | 136 m   |
| Wenecjańska       | 224 m   |

## Komunikacja miejska
Przez obszar Chwaliszewa przebiegają linie tramwajowe oraz autobusowe na zlecenie ZTM. Według stanu na 15 listopada 2021 roku są to następujące połączenia:
- Linie tramwajowe dzienne
  -  3 Franowo ↔ Lechicka/Naramowicka
  -  8 Górczyn PKM ↔ Miłostowo
  -  13 Junikowo ↔ Starołęka PKM
  -  16 Franowo ↔ Osiedle Sobieskiego
  -  17 Ogrody ↔ Starołęka PKM

- Linie tramwajowe nocne
  -  201 Osiedle Sobieskiego ↔ Unii Lubelskiej (nie kursuje w noce ndz. – pon. oraz pon. – wt.)
  -  202 Franowo ↔ Osiedle Sobieskiego (kursuje wyłącznie w noce pt. – sob. oraz sob. – ndz./święto)

- Linie autobusowe dzienne
  -  167 Radojewo ↔ Rondo Śródka
  -  174 Osiedle Sobieskiego ↔ Unii Lubelskiej (przystanek „Wielka” przy ulicy Garbary)
  -  176 Garbary PKM ↔ Osiedle Dębina (przystanek „Wielka” przy ulicy Garbary)
  -  190 Osiedle Sobieskiego ↔ Rondo Rataje (przystanek „Wielka” przy ulicy Garbary)

- Linie autobusowe nocne (wszystkie przystanki nie będące końcowymi traktowane są jako na żądanie)
  -  211 Garbary PKM ↔ Starołęka PKM (przystanek „Wielka” przy ulicy Garbary)
  -  213 Dębiec PKM ↔ Mogileńska
  -  220 Garbary PKM ↔ Spławie (przystanek „Wielka” przy ulicy Garbary)
  -  221 Sypniewo (przystanek „Wielka” przy ulicy Garbary; wybrane kursy do przystanku „Rondo Minikowo”)
  -  223 Kacza ↔ Zieliniec (wybrane kursy do pętli „Mogileńska”)
  -  231 Poznań Główny ↔ Unii Lubelskiej (kursuje wyłącznie w noce ndz. – pon. i pon. – wt.)

- Linie autobusowe podmiejskie
  -  911 Biedrusko/Park ↔ Rondo Śródka

## Zabytki
- Złoty Krzyż, zwany krzyżem chwaliszewskim – krucyfiks w obecnej formie pochodzący z 1945 roku, stojący w miejscu dawnego przyczółka Mostu Chwaliszewskiego.